# Сармановский район
Сарма́новский райо́н (тат. Сарман районы) — административно-территориальная единица и муниципальное образование (муниципальный район) в составе Республики Татарстан Российской Федерации. Находится на востоке республики. Административный центр — село Сарманово. На начало 2020 года в районе проживало 34 230 человек. Из них городского населения — 12 695, сельского — 21 535.
Сармановский район был образован в 1930 году. В 1959 году к району присоединили части территорий упразднённых Акташского и Яна-Юлского районов.
В Сармановском районе развита нефтедобыча. Здесь находятся части нескольких месторождений. Разработкой Ромашкинского занимается Джалильнефть, Муслюмовского — Меллянефть, Нуркеевского — ТСНК.

## География
Граничит на севере с Тукаевским, на северо-востоке — с Мензелинским, на востоке — с Муслюмовским, на юго-востоке — с Азнакаевским, на юго-западе — с Альметьевским, на западе — с Заинским районами Татарстана.
Расположен на пониженной северо-восточной части Восточного Закамья, на водосборной площади рек Мензеля и Мелля (бассейн реки Ик). На территории района находятся охраняемые природные объекты — реки Иганя, Мензеля, Бухарайский бор, Сулюковский лес. Район находится в лесостепной зоне и характеризуется очень высоким процентом распаханности территории. Всего леса составляют не более 10 % территории.

## Герб и флаг
|  | В червлёном поле золотой поющий соловей; в оконечности оба угла щита выпукло выделены зеленью и ограничены выходящими снизу и вписанными фигурами: справа золотой головкой колоса, слева – чёрным потоком.Геральдическое описание герба |

Соловей на гербе означает возвышенность, творчество и устремлённость вперёд. Он поёт, что олицетворяет успехи жителей в области культуры и искусства. Колос отражает большую роль сельского хозяйства в экономике района. Чёрными полосами показана нефтедобыча. Цвета также имеют своё значение: красный символизирует трудолюбие, мужество, оптимизм; зелёный — природу, здоровье, плодородие и жизненный рост; жёлтый (золотой) — богатство, стабильность, уважение и интеллект; чёрный — скромность, мудрость, вечность бытия.
Флаг района разработан на основе герба. Он представляет собой прямоугольник с отношением ширины к длине 2:3. Со смещением в левую сторону на красном фоне изображён поющий соловей. С другой стороны расположены два зелёных клина, длиною в 3/4 длины полотнища каждый.

## История

### Предыстория
Археологи предположили, что территория района была стоянкой древних людей периода верхнего палеолита после находки плоской фигурки мамонта этого периода возле села Нуркеево. Первые поселенцы на территории Сармановского района появились в конце XVI века. Многочисленные деревни возникли в первую половину XVIII века. В феврале 1919 года в Сармановской волости было 16 деревень, крестьяне преимущественно занимались сельским хозяйством. Единственным предприятием был Петровский винокуренный завод под названием «Стахеев и сыновья».
До 1920 года территория Сармановского района входила в состав Мензелинского уезда Уфимской губернии. В 1920 году Мензелинский уезд вошёл в состав новообразованной Татарской АССР в качестве одноимённого кантона. В 1922 году территорию передали Челнинскому кантону. В июле 1930 года все кантоны Татарской АССР были упразднены, а 10 августа был создан Сармановский район. 26 марта 1959 года ему отдали часть территории упразднённого Акташского района, а 12 октября 1959 года присоединили ещё и кусок земли упразднённого Яна-Юлского района.

### Современность
В 1999 году главой администрации Сармановского района стал Нафис Закиров. В 2006 году в связи с муниципальной реформой в России появились муниципальные образования, и Закирова назначили главой Сармановского муниципального образования (района). Он покинул пост в 2014 году, перейдя в Татнефть. С 2015-го должность главы района занимает Фарит Хуснуллин, которого переизбрали в 2020 году.

## Население

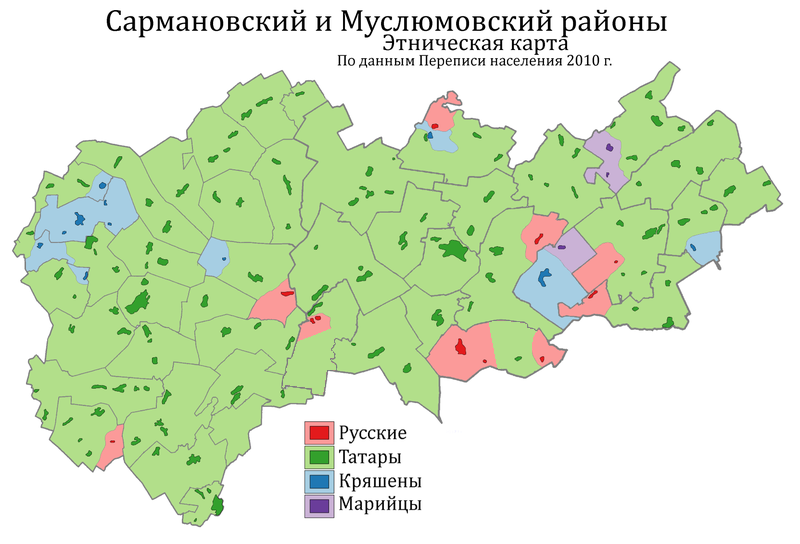
Этническая карта Сарманского и Муслюмовского районов

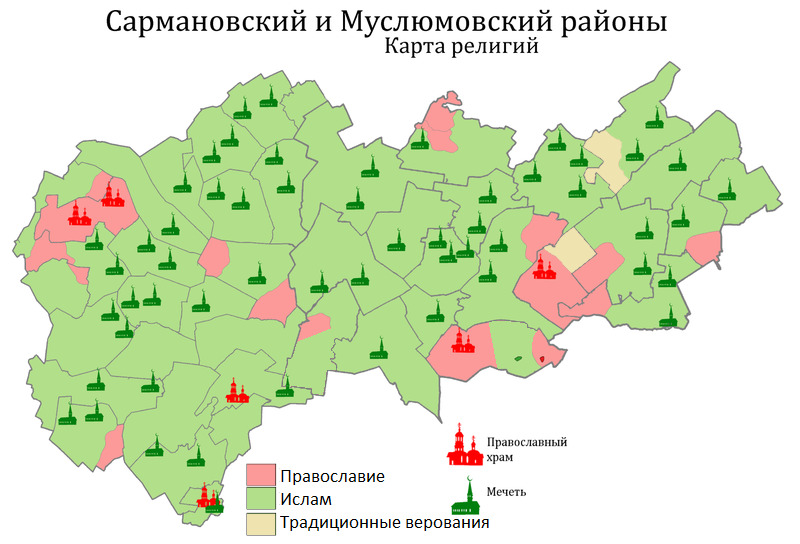
Религиозная карта Сарманского и Муслюмовского районов

Основные национальности (по данным переписи 2020 года из числа указавших национальность) — татары (90,0 %), русские (8,6 %). Мужчины — 46,4 %, женщины − 53,6 %. Рождаемость — 13,6 %, смертность — 12,8 %, естественный прирост населения — 0,8 %. Лица в трудоспособном возрасте составляют 51,2 % населения района, моложе — 24,8 %, старше — 24,0 %. Средний размер семьи — 3,3 человека, а средний размер сельского населённого пункта — 294 жильца. В городских условиях (пгт Джалиль) проживают 39,13% населения района.
| 2002    | 2003    | 2004    | 2005    | 2006    | 2007    | 2008    |
| ------- | ------- | ------- | ------- | ------- | ------- | ------- |
| 37 475  | ↗37 800 | ↘37 300 | ↘37 098 | ↘36 870 | ↘36 766 | ↘36 715 |
| 2009    | 2010    | 2011    | 2012    | 2013    | 2014    | 2015    |
| →36 715 | ↘36 681 | ↘36 625 | ↗36 721 | ↘36 653 | ↘36 347 | ↘35 952 |
| 2016    | 2017    | 2018    | 2019    | 2021    |         |         |
| ↘35 689 | ↘35 324 | ↘34 902 | ↘34 592 | ↗34 655 |         |         |

## Муниципально-территориальное устройство
В Сармановском муниципальном районе 1 городское и 22 сельских поселений и 72 населённых пункта в их составе.
| №        | Муниципальное образование              | Административный центр | Количество населённых пунктов | Население | Площадь, км² |
| -------- | -------------------------------------- | ---------------------- | ----------------------------- | --------- | ------------ |
| 1e-06    | Городское поселение                    |                        |                               |           |              |
| 1        | посёлок городского типа Джалиль        | пгт Джалиль            | 4                             | ↗13 806   |              |
| 1.000002 | Сельские поселения                     |                        |                               |           |              |
| 2        | Азалаковское сельское поселение        | село Азалаково         | 3                             | ↘955      |              |
| 3        | Александровское сельское поселение     | село Александровка     | 3                             | ↘997      |              |
| 4        | Альметьевское сельское поселение       | село Альметьево        | 1                             | ↘455      |              |
| 5        | Большенуркеевское сельское поселение   | село Большое Нуркеево  | 1                             | ↗621      |              |
| 6        | Верхне-Чершилинское сельское поселение | село Верхние Чершилы   | 3                             | ↘279      |              |
| 7        | Иляксазское сельское поселение         | село Иляксаз           | 3                             | ↘744      |              |
| 8        | Кавзияковское сельское поселение       | село Кавзияково        | 3                             | ↘596      |              |
| 9        | Карашай-Сакловское сельское поселение  | село Карашай-Саклово   | 2                             | ↘550      |              |
| 10       | Лешев-Тамакское сельское поселение     | село Лешев Тамак       | 4                             | ↘933      |              |
| 11       | Лякинское сельское поселение           | село Ляки              | 4                             | ↘408      |              |
| 12       | Муртыш-Тамакское сельское поселение    | село Муртыш-Тамак      | 3                             | ↘550      |              |
| 13       | Новоимянское сельское поселение        | село Кутемели          | 5                             | ↘630      |              |
| 14       | Петровско-Заводское сельское поселение | село Петровский Завод  | 5                             | ↘1272     |              |
| 15       | Рангазарское сельское поселение        | село Рангазар          | 3                             | ↘588      |              |
| 16       | Саклов-Башское сельское поселение      | село Саклов-Баш        | 4                             | ↘767      |              |
| 17       | Сармановское сельское поселение        | село Сарманово         | 2                             | ↘7367     |              |
| 18       | Старо-Имянское сельское поселение      | село Старый Имян       | 2                             | ↘452      |              |
| 19       | Старокаширское сельское поселение      | село Старый Кашир      | 6                             | ↘775      |              |
| 20       | Старомензелябашское сельское поселение | село Старый Мензелябаш | 2                             | ↗894      |              |
| 21       | Чукмарлинское сельское поселение       | село Чукмарлы          | 3                             | ↘339      |              |
| 22       | Шарлиареминское сельское поселение     | деревня Шарлиарема     | 3                             | ↘463      |              |
| 23       | Янурусовское сельское поселение        | село Янурусово         | 3                             | ↘719      |              |

| №  | Населённый пункт   | Тип     | Население | Муниципальное образование              |
| -- | ------------------ | ------- | --------- | -------------------------------------- |
| 1  | Абдрахманово       | деревня |           | посёлок городского типа Джалиль        |
| 2  | Азалаково          | село    |           | Азалаковское сельское поселение        |
| 3  | Алга               | деревня |           | Саклов-Башское сельское поселение      |
| 4  | Александровка      | село    |           | Александровское сельское поселение     |
| 5  | Альметьево         | село    | 458       | Альметьевское сельское поселение       |
| 6  | Анаково            | деревня |           | Старокаширское сельское поселение      |
| 7  | Бал-Тамак          | деревня |           | Рангазарское сельское поселение        |
| 8  | Баткак             | деревня |           | Старокаширское сельское поселение      |
| 9  | Боламык            | посёлок |           | Муртыш-Тамакское сельское поселение    |
| 10 | Большое Нуркеево   | село    | ↘619      | Большенуркеевское сельское поселение   |
| 11 | Буралы-Чишма       | деревня |           | Новоимянское сельское поселение        |
| 12 | Верхние Чершилы    | село    |           | Верхне-Чершилинское сельское поселение |
| 13 | Джалиль            | пгт     | ↗13 560   | посёлок городского типа Джалиль        |
| 14 | Димитарлау         | деревня |           | Петровско-Заводское сельское поселение |
| 15 | Дружба             | деревня |           | Лякинское сельское поселение           |
| 16 | Дусюмово           | деревня |           | Лешев-Тамакское сельское поселение     |
| 17 | Ивановка           | деревня |           | Новоимянское сельское поселение        |
| 18 | Иганя-Баш          | деревня | ↘65       | Иляксазское сельское поселение         |
| 19 | Иляксаз            | село    |           | Иляксазское сельское поселение         |
| 20 | Кавзияково         | село    |           | Кавзияковское сельское поселение       |
| 21 | Карашай-Саклово    | село    |           | Карашай-Сакловское сельское поселение  |
| 22 | Каташ-Каран        | село    |           | Янурусовское сельское поселение        |
| 23 | Кузяково           | деревня |           | Старомензелябашское сельское поселение |
| 24 | Кук-Тау            | деревня |           | Петровско-Заводское сельское поселение |
| 25 | Кульметьево        | деревня |           | Муртыш-Тамакское сельское поселение    |
| 26 | Курмашево          | деревня |           | Шарлиареминское сельское поселение     |
| 27 | Кутемели           | село    |           | Новоимянское сельское поселение        |
| 28 | Кызыл Бакча        | деревня | ↘46       | посёлок городского типа Джалиль        |
| 29 | Лешев Тамак        | село    |           | Лешев-Тамакское сельское поселение     |
| 30 | Ляки               | село    |           | Лякинское сельское поселение           |
| 31 | Муртыш Баш         | деревня |           | Иляксазское сельское поселение         |
| 32 | Муртыш-Тамак       | село    |           | Муртыш-Тамакское сельское поселение    |
| 33 | Мустафино          | деревня |           | Петровско-Заводское сельское поселение |
| 34 | Нарат-Асты         | деревня |           | Чукмарлинское сельское поселение       |
| 35 | Нижние Чершилы     | деревня |           | Верхне-Чершилинское сельское поселение |
| 36 | Нижний Бикмет      | деревня |           | Кавзияковское сельское поселение       |
| 37 | Нижний Лешев       | село    |           | Лешев-Тамакское сельское поселение     |
| 38 | Новое Ахметово     | деревня |           | Сармановское сельское поселение        |
| 39 | Новое Саклово      | деревня |           | Саклов-Башское сельское поселение      |
| 40 | Новый Имян         | село    |           | Новоимянское сельское поселение        |
| 41 | Новый Мензелябаш   | деревня |           | посёлок городского типа Джалиль        |
| 42 | Петровка           | деревня |           | Кавзияковское сельское поселение       |
| 43 | Петровский Завод   | село    |           | Петровско-Заводское сельское поселение |
| 44 | Пробуждение        | деревня |           | Петровско-Заводское сельское поселение |
| 45 | Рангазар           | село    |           | Рангазарское сельское поселение        |
| 46 | Рантамак           | село    |           | Рангазарское сельское поселение        |
| 47 | Саклов-Баш         | село    |           | Саклов-Башское сельское поселение      |
| 48 | Сарайлы            | село    |           | Лешев-Тамакское сельское поселение     |
| 49 | Сарманово          | село    | ↘7134     | Сармановское сельское поселение        |
| 50 | Сарысаз-Такерман   | деревня |           | Старо-Имянское сельское поселение      |
| 51 | Саях               | деревня |           | Чукмарлинское сельское поселение       |
| 52 | Средний Кашир      | деревня |           | Старокаширское сельское поселение      |
| 53 | Старое Ахметово    | деревня |           | Янурусовское сельское поселение        |
| 54 | Старый Имян        | село    |           | Старо-Имянское сельское поселение      |
| 55 | Старый Кашир       | село    |           | Старокаширское сельское поселение      |
| 56 | Старый Мензелябаш  | село    |           | Старомензелябашское сельское поселение |
| 57 | Сулы-Саклово       | деревня |           | Саклов-Башское сельское поселение      |
| 58 | Сулюково           | деревня |           | Шарлиареминское сельское поселение     |
| 59 | Таза-Чишма         | деревня |           | Новоимянское сельское поселение        |
| 60 | Татарские Карамалы | село    |           | Александровское сельское поселение     |
| 61 | Усаево             | деревня |           | Верхне-Чершилинское сельское поселение |
| 62 | Фермы Саукле       | посёлок |           | Лякинское сельское поселение           |
| 63 | Чукмарлы           | село    |           | Чукмарлинское сельское поселение       |
| 64 | Чурашево           | село    |           | Карашай-Сакловское сельское поселение  |
| 65 | Шарлиарема         | деревня |           | Шарлиареминское сельское поселение     |
| 66 | Шигаево            | село    |           | Азалаковское сельское поселение        |
| 67 | Юлтимерово         | деревня |           | Азалаковское сельское поселение        |
| 68 | Языково            | деревня |           | Лякинское сельское поселение           |
| 69 | Янурусово          | село    |           | Янурусовское сельское поселение        |
| 70 | Яхшебаево          | деревня |           | Старокаширское сельское поселение      |
| 71 | Яхши-Каран         | деревня |           | Александровское сельское поселение     |
| 72 | Яшляр              | деревня |           | Старокаширское сельское поселение      |

Упразднённые населённые пункты:
- 2000 год — деревня Владимировка Чукмарлинского местного самоуправления[44].

## Экономика

### Промышленность
В Сармановском районе развита нефтедобыча. Здесь находятся части нескольких месторождений. Разработкой Ромашкинского занимается «Джалильнефть», Муслюмовского — «Меллянефть», Нуркеевского — ТСНК. Ранее на этом месторождении работала компания внука первого президента республики Тимура Шаймиева «Дружбанефть», добыча составляла порядка 20 тыс. тонн в год, но в 2016-м компания была ликвидирована.
Пищевой и перерабатывающей промышленностью занимаются компании «Сарман икмэге» и «Сарман-продукт», строительной — Сармановская ПМК «Мелиорация». С января по сентябрь 2020 года районные компании отгрузили товаров собственного производства на 1,5 млрд рублей (за весь 2013-й было 3,3 млрд).

### Сельское хозяйство
Несмотря на нефтедобычу, Сармановский район преимущественно агропромышленный, 1208,87 м² земель приходится на сельхозугодия. В районе возделываются яровая пшеница, озимая рожь, ячмень, горох, гречиха, сахарная свёкла. Главные отрасли животноводства — молочно-мясное скотоводство и свиноводство. В районе третья по качеству в республике почва — чернозём. Экономическая оценка (бонитет) земельного потенциала составляет — 33,1. В 2020-м район занял второе место в республике по сбору сахарной свёклы — с 8,8 тыс. га получено 406,8 тыс. тонн, урожайность составила 460,0 ц/га, а урожайность зерна — 41,2 ц/га, то есть 6-е место во всём Татарстане.
Крупные районные агрофирмы — «Джалиль», «Сарман» и «Нуркеево» (подразделение холдинга «Агросила»). В 2016 году район занимал третье место в республике по сбору зерна — 122 тыс. из 3,1 млн тонн. В первом полугодии 2020 года валовая продукция сельского хозяйства составила 442 млн рублей. За 2013-й этот показатель был почти 1,9 млрд.

### Инвестиционный потенциал
В период с 2010 по 2020 год соотношение среднемесячной заработной платы к минимальному потребительскому бюджету выросло с 1,79 до 2,52 раз. При этом, в 2010-м средняя заработная плата составляла около 13,6 тысячи рублей, а к 2020-му возросла до 35 тысяч. Уровень безработицы с 2010 по 2020 года уменьшился с 2,41 % до 1,35 % соответственно, при среднем региональном показателе 3,78.
Согласно оценке Комитета Республики Татарстан по социально-экономическому мониторингу, инвестиции в основной капитал Сармановского района (полный круг хозяйствующих субъектов) в январе-июне 2020 года составили почти 900 млн рублей, или 0,4 % от общего объёма инвестиций в Татарстане. По направленности инвестиций лидирует добыча полезных ископаемых (434 млн рублей) и развитие с/х, охоты и рыбалки (почти 57 млн). По данным Федеральной службы госстатистики республики, за 2019 год в Сармановский район было привлечено почти 3,5 млрд рублей инвестиций (кроме бюджетных средств и доходов от субъектов малого предпринимательства), а в 2018-м — 3,7 млрд.

### Жилищный фонд
|                                           | 2018 год | 2018 год | 2018 год | 2018 год | 2019 год | 2019 год | 2019 год | 2019 год | 2020 год (январь-июнь) | 2020 год (январь-июнь) | 2020 год (январь-июнь) | 2020 год (январь-июнь) |
| ----------------------------------------- | -------- | -------- | -------- | -------- | -------- | -------- | -------- | -------- | ---------------------- | ---------------------- | ---------------------- | ---------------------- |
| кв.м                                      | %        | в РТ     | в РТ     | кв.м     | %        | в РТ     | в РТ     | кв.м     | %                      | в РТ                   | в РТ                   |                        |
| кв.м                                      | %        | кв.м     | % района | кв.м     | %        | кв.м     | % района | кв.м     | %                      | кв.м                   | % района               |                        |
| Всего                                     | 10028    | 100      | 2409949  | 0,42     | 10077    | 100      | 2675529  | 0,38     | 5810                   | 100                    | 1353428                | 0,43                   |
| В том числе предприятиями и организациями | -        | -        | 1301195  | -        | 1235     | 12,26    | 1569808  | 0,08     | 783                    | 13,48                  | 551485                 | 0,14                   |
| В том числе населением                    | 10028    | 100      | 1108754  | 0,90     | 8842     | 87,74    | 1105721  | 0,80     | 5027                   | 86,52                  | 801943                 | 0,63                   |

### Транспорт
С севера на юг по району проходит автодорога «Набережные Челны — Сарманово — Азнакаево — Октябрьский», с юго-запада на восток пролегает дорога «Альметьевск — Муслюмово», от райцентра на запад ведёт дорога «Сарманово — Заинск», на крайнем юге находится дорога «Азнакаево — Джалиль — Русский Акташ».

## Социальная сфера
В районе работают 32 общеобразовательные школы, 33 детских сада. В профессиональном училище готовят специалистов по шести профессиям. Спортивная инфраструктура включает 124 объектов. Здравоохранение представлено 51 фельдшерско-акушерским пунктом, Центральной и Джалильской районными больницами, Саклобавшской участковой больницей и Александровской врачебной амбулаторией. В Сармановском районе действует 36 сельских домов культуры, 14 сельских клубов, два районных Дома культуры, два музея, центральные публичная и детская библиотеки и её 36 сельских филиала, занимается 10 народных коллективов.
С 1931 года издаётся районная газета «Сарман» Изначально она называлась «Комбайн», с 1938 года — «Кыр стахановчысы» («Полевой стахановец»), с 1953-го — «Югары уңыш өчен» («За высокие урожаи»), с 1963 года — «Ленинчы» («Ленинец»), тогда же появилась версия на русском языке, современное название действует с 1993-го. С 1998 по 2000-й газета приостанавливала свою работу. В 2017 году газету выдвинули в номинации «Лучшие республиканские, городские, районные средства массовой информации» на XX конкурсе в сфере журналистики и массмедиа Республики Татарстан «Бэллур калэм» — «Хрустальное перо».
На территории района выявлено несколько памятников срубной историко-культурной общности: Карашай-Сакловская стоянка, Сармановская стоянка, Яхшы-Каранский курган, Рантамакское селище. К объектам культурного наследия района относятся мечети в селе Старый Мензелябаш (начало XX века), деревне Яхшебаево (начало XX века), деревне Муртыш Баш (конец XIX — начало XX веков), деревне Яхши-Каран (1922), а также церковь в деревне Языково (1891 год).